# Leif Uvemark
Leif Uvemark (* 13. März 1939 in Malmö; † 24. April 1996 ebenda) war ein schwedischer Trompeter und Bandleader, der als Solist vor allem in der Unterhaltungsmusik bekannt wurde. 
Von 1957 bis zu seinem Tod im Jahr 1996 leitete Uvemark die Leif Uvemark Big Band. 1958 gewann er mit seinem Orchester den Wettbewerb für Tanzorchester von Radio Schweden und konnte sich in der Folgezeit mehrfach in den Hitlisten platzieren. Ferner spielte er 1 Jahr beim Symphonieorchester Malmö und 2 Jahre für das Unterhaltungsorchester des schwedischen Rundfunks in Stockholm. 1968 wurde er vom NDR verpflichtet und spielte fortan für die führenden Orchester Deutschlands. 1970 stieß er zum Orchester James Last, wo er mehrere Jahre neben Lennart Axelsson als erster Trompeter tätig war. Daneben nahm er aber auch Platten als Solist auf. Auch für das Orchester Kai Warner, für Werner Twardy und für Harry Arnold (Guest Book) war er gelegentlich als Solist tätig. Im Bereich des Jazz war er zwischen 1957 und 1977 an zehn Einspielungen beteiligt.

## Diskografische Hinweise
- Trumpet in Love, 1972, Karussell 2415-059
- Viva Trumpets, 1972, Karussell 2415-085
- My favourite Classics, 1973, Karussell 2415-111

## Lexikalischer Eintrag
- Friedel Keim: Das große Buch der Trompete: Instrument, Geschichte, Trompeterlexikon. Schott Music, Mainz 2005, ISBN 978-3-79570-530-5